# Рємєнь Марія Віталіївна
Марія Віталіївна Рємєнь (2 серпня 1987) — українська легкоатлетка, що спеціалізується у спринті, бронзова медалістка Олімпійських ігор і чемпіонату світу, чемпіонка Європи.

## Кар'єра
На молодіжному чемпіонаті Європи 2009 року вона здобула 7 місце в бігу на 100 м. В естафеті збірна України, за яку вона виступала не завершила фінальний забіг.
На чемпіонаті світу з легкої атлетики 2009 року вона виступала в естафеті 4 х 100 метрів, але збірна України не пробилася у фінал. Вона також виступала на чемпіонаті світу 2010 року в залах, але не добралася до фіналу.
На чемпіонаті Європи 2010 року збірна України здобула золоті медалі з найкращим результатом року у світі — 42,29 с.
На чемпіонаті світу 2011 Марія разом із подругами зі збірної України отримала бронзові медалі.
Особисті рекорди Марії Рємєнь складають: 7,12 с у бігу на 60 м у закритих приміщеннях (3 лютого 2013 в Москві) та 11,06 у бігу на 100 м (червень 2013).

### Олімпійські ігри 2012
На літній Олімпіаді, яка проходила з 27-го липня по 12 серпня 2012 року, Марія разом з Олесею Повх, Христиною Стуй та Єлизаветою Бризгіною фінішували третіми, показавши результат 42,04 секунди, який став новим національним рекордом України. Переможцями естафети стали американські бігунки зі світовим рекордом 40,82 секунди. Другими стали спортсменки з Ямайки — 41,41 секунди.

### Універсіада 2013
На літній Універсіаді, яка проходила з 6-го по 17-те липня у Казані Марія разом з Олеся Повх, Наталею Погребняк та Вікторією П'ятаченко виступала у естафеті 4×100 метрів. Із результатом 42.77 дівчата стали чемпіонками Універсіади. Друге місце із результатом 43.54 в американської команди, третє — 43.81 — у спортсменок із Польщі. У такому складі спортсменки брали участь у змаганні вперше.

### Виступи на Олімпіадах
| Олімпіада   | Дисципліна     | Результат | Місце |                     |
| Лондон 2012 | Біг 200 м      | 22,62     | 9     |                     |
| Лондон 2012 | естафета 4х100 | 42,04     | 3     |                     |
| Ріо 2016    | естафета 4х100 | 42,36     | 6     | анульовано (Допінг) |

## Допінг
10 січня 2014 у пробі був виявлений заборонений препарат — відсторонення до 2 березня 2016 року.

## Державні нагороди
- Орден «За заслуги» III ст. (25 липня 2013) — за досягнення високих спортивних результатів на XXVII Всесвітній літній Універсіаді в Казані, виявлені самовідданість та волю до перемоги, піднесення міжнародного авторитету України[12]
- Орден княгині Ольги III ст. (15 серпня 2012) — за досягнення високих спортивних результатів на XXX літніх Олімпійських іграх у Лондоні, виявлені самовідданість та волю до перемоги, піднесення міжнародного авторитету України[13]

## Виноски
1. ↑  http://www.noc-donetsk.org/olimpiyci-donbasu/15-olimpijtsi-donbassu/230-remen-mariya-vitalijivna
2. ↑  Указ Президента України № 247/2011
3. ↑  Results 100m Women. European Athletics. 17 липня 2009. Архів оригіналу за 15 липня 2013. Процитовано 18 березня 2010.
4. ↑  Results 4x100m Relay Women. European Athletics. 19 липня 2009. Архів оригіналу за 15 липня 2013. Процитовано 18 березня 2010.
5. ↑  Women 4x100m Relay Athletics World Championship 2009 Berlin (GER). Todor Krastev. Архів оригіналу за 15 липня 2013. Процитовано 18 березня 2010.
6. 1 2  http://www.iaaf.org/athletes/biographies/letter=0/athcode=237060/index.html
7. ↑  Chris Tomlinson secures European long jump bronze, BBC (August 1, 2010)
8. ↑  Олімпіада-2012: українки виграли бронзу в естафеті 4х100 метрів (рос.)
9. ↑  Особиста інформація спортсменки на сайті Універсіади 2013 [Архівовано 17 липня 2013 у Wayback Machine.] (рос.) (англ.)
10. ↑  Вихованки ЗНУ Олеся Повх та Марія Ремень — чемпіонки Всесвітньої літньої Універсіади-2013
11. ↑  Результати естафети 4×100 метрів у жінок на сайті Універсіади 2013[недоступне посилання з квітня 2019]
12. ↑  Указ Президента України № 392/2013 від 25 липня 2013 року «Про відзначення державними нагородами України»
13. ↑  Указ Президента України від 15 серпня 2012 року № 474/2012 «Про відзначення державними нагородами України»